# Katy Rose
 (février 2017).
Si vous disposez d'ouvrages ou d'articles de référence ou si vous connaissez des sites web de qualité traitant du thème abordé ici, merci de compléter l'article en donnant les références utiles à sa vérifiabilité et en les liant à la section « Notes et références ».
Katy Rose est une chanteuse américaine née le 27 janvier 1987 à Redondo Beach. 
Son père est producteur, il produit le premier album de sa fille intitulé "Because I Can" qui sort le jour de ses dix-sept ans. L'album gagne en notoriété grâce aux chansons "Lemon" utilisé dans le film "Thirteen" de Catherine Hardwicke et "Overdrive" dans le film "Lolita malgré moi". En 2007, elle sort son deuxième album intitulé "Candy Eyed" uniquement sur les plateformes numériques. En 2015, après une pause de huit ans, elle devrait à sortir un troisième album. En 2022 elle sort son nouvel album « Let’s become ». 